# Hanford (Washington)
Hanford az Amerikai Egyesült Államok északnyugati részén, Washington állam Benton megyéjében elhelyezkedő kísértetváros.

## Történet
A település névadója Cornelius H. Hanford, az öntözést kiépítő cég vezérigazgatója. 1913-ban a települést összekötötték a Chicago, Milwaukee, St. Paul and Pacific Railroad vasútvonalával.
A Hanfordban működő nukleáris komplexumban a második világháborúban és a hidegháborúban plutóniumot állítottak elő. A kormány a területet kisajátította, a lakók 1943. március 9-én harminc napot kaptak a költözésre. Az épületek többségét elbontották; az egykori gimnázium először projektirodaként, majd katonai iskolaként működött.

## Fordítás
- Ez a szócikk részben vagy egészben  a   Hanford, Washington című angol Wikipédia-szócikk ezen változatának fordításán alapul.  Az eredeti cikk szerkesztőit annak laptörténete sorolja fel. Ez a jelzés csupán a megfogalmazás eredetét és a szerzői jogokat jelzi, nem szolgál a cikkben szereplő információk forrásmegjelöléseként.